# Olympische Sommerspiele 2024/Teilnehmer (Brunei)
| Gelbes Symbol für Goldmedaillen mit stilisierten Olympischen Ringen | Graues Symbol für Silbermedaillen mit stilisierten Olympischen Ringen | Braundes Symbol für Bronzemedaillen mit stilisierten Olympischen Ringen |
| ------------------------------------------------------------------- | --------------------------------------------------------------------- | ----------------------------------------------------------------------- |
| —                                                                   | —                                                                     | —                                                                       |

Brunei nahm an den Olympischen Spielen 2024 vom 26. Juli bis zum 11. August 2024 in Paris mit drei Athleten teil. Es war die insgesamt achte Teilnahme an Olympischen Sommerspielen.

## Teilnehmer nach Sportarten

### Leichtathletik
Laufen und Gehen
| Athleten                    | Wettbewerb | Vorlauf | Vorlauf | Halbfinale    | Halbfinale    | Finale        | Finale        | Rang          |
| Athleten                    | Wettbewerb | Zeit    | Rang    | Zeit          | Rang          | Zeit          | Rang          | Rang          |
| --------------------------- | ---------- | ------- | ------- | ------------- | ------------- | ------------- | ------------- | ------------- |
| Männer                      |            |         |         |               |               |               |               |               |
| Muhd Noor Firdaus Ar Rasyid | 100 m      | 10,86 s | 8       | ausgeschieden | ausgeschieden | ausgeschieden | ausgeschieden | ausgeschieden |

### Schwimmen
| Athleten    | Wettbewerb    | Vorlauf     | Vorlauf | Halbfinale    | Halbfinale    | Finale        | Finale        | Rang |
| Athleten    | Wettbewerb    | Zeit        | Rang    | Zeit          | Rang          | Zeit          | Rang          | Rang |
| ----------- | ------------- | ----------- | ------- | ------------- | ------------- | ------------- | ------------- | ---- |
| Frauen      |               |             |         |               |               |               |               |      |
| Hayley Wong | 50 m Freistil | 28,52 s     | 50      | ausgeschieden | ausgeschieden | ausgeschieden | ausgeschieden | 50   |
| Männer      |               |             |         |               |               |               |               |      |
| Zeke Chan   | 100 m Rücken  | 1:00,38 min | 45      | ausgeschieden | ausgeschieden | ausgeschieden | ausgeschieden | 45   |